# Contra: Shattered Soldier
Contra: Shattered Soldier (真魂斗羅, Shin Kontora) es un videojuego de la saga Contra desarrollado por Konami para la plataforma PlayStation 2. Es la sexta entrega oficial de la serie y retoma el modo de juego de anteriores entregas como Contra y Contra III: The Alien Wars.

## Desarrollo
El juego fue desarrollado por el estudio de Konami KCET bajo el mando de Nobuya Nakazato, director de Contra III: The Alien Wars y Contra: Hard Corps, en el año 2002. Después del fracaso de las anteriores entregas (Contra: Legacy of War y The Contra Adventure), Konami apostó por el modo de juego que anteriormente volvió tan popular a la serie, un Side-Scrolling Videojuego de disparos bidimensional, pero con gráficas en tercera dimensión.

La música corrió a cargo de Akira Yamaoka (compositor de la banda sonora de la saga de videojuegos Silent Hill). Se optó por un estilo más orientado al heavy metal para complementar la acción del juego.

El diseño de la portada y las ilustraciones quedó a cargo de Ashley Wood (ilustrador y artista del cómic Spawn).

## Argumento
En el año 2642, Bill Rizer, héroe de la Guerra Extraterrestre, es condenado a prisión y a una sentencia de 10,000 años en criogenia acusado por delitos contra la humanidad; entre ellos, el matar a su compañero Lance Bean y haber acabado con cerca del 80% de la población de la Tierra por mal uso de armamento hipermagnético que se estaba desarrollando en ese momento. El asesinato de Lance fue porque éste trató de detener la mala maniobra de la carrera armamentista de Rizer que arrasó con la humanidad.

Cinco años después, un grupo terrorista que se hace llamar "Blood Falcon" planea acabar con la humanidad, por lo que el Gobierno decide liberar a Bill Rizer bajo la condición de neutralizar al enemigo y a su líder, un Comandante cuyas intenciones son desconocidas. 
El Gobierno, dirigido por el Triunvirato, manda a Lucía, un cyborg al que se le ha encomendado la tarea de vigilar y acompañar a Bill a lo largo de su misión. Durante el desarrollo de la trama, Bill encontrará que Lance Bean es el comandante de Blood Falcon.

### Personajes
- Bill Rizer - El protagonista del juego. Bill Rizer, junto a Lance Bean, fueron consagrados héroes después de que lograran derrotar a la amenaza alienígena en La Guerra Extraterrestre (Contra III: The Alien Wars). Sin embargo, Bill fue condenado a prisión después de que se le acusara de la destrucción del 80% de la población mundial y el asesinato de su compañero Lance Bean. El Gobierno decide liberarlo y ponerlo bajo la custodia del cyborg Lucía para acabar con la organización terrorista "Blood Falcon".

- Lucia - Es una cyborg diseñada para ser el soldado perfecto. El Dr. Geo Mandrake (Contra: Hard Corps) originalmente planeó usar las células alienígenas que robó de un laboratorio después de La Guerra Extraterrestre, pero sus planes fueron frustrados y nunca logró terminarla. Entonces el Gobierno se apropió de los planos para terminarla bajo el nombre de Bionid LCR. Se le ha asignado la tarea de acompañar a Bill Rizer a lo largo de la operación y neutralizar a la amenaza enemiga "Blood Falcon".Ella reaparece en el juego Contra 4 como personaje jugable en un bonus desbloqueable, ella es la segunda protagonista femenina en la saga contra.

- Lance Bean, Comandante Blood Falcon - Posee una fuerza sobrehumana, posiblemente debido a una relación alienígena. Se trata de Lance Bean, vuelto a la vida después de morir a manos de su excompañero Bill Rizer, con quien tendrá que pelear en medio de este conflicto.

- El Triunvirato - Representan la más alta autoridad en el Gobierno. Está conformado por 3 sabios: Gaius, Nero y Commodus, quienes han gobernado por muchos años gracias a implantes robóticos. Sus mentes están conectadas mediante implantes cerebrales, lo que les permite compartir sus pensamientos, haciéndolos un solo ente pensante.

## Sistema de Juego
El modo de juego es similar a anteriores entregas como Contra III: The Alien Wars, manteniendo la acción en dos dimensiones. El objetivo del juego consiste en avanzar a través de cualquiera de los 4 niveles disponibles y eliminar al mayor número de enemigos hasta eliminar al jefe de final de fase. Al igual que sus predecesores, el personaje puede brincar, agacharse y disparar de manera vertical, horizontal o diagonal. También se añadieron funciones como apuntar con un botón a una misma dirección mientras se camina, bloquear el movimiento para apuntar libremente, cambiar de arma y realizar tiros secundarios (Charge-Shots).

El juego permite 2 jugadores en cooperativo. 

### Rango
Al final de la misión se le asignará al jugador un rango dependiendo de su desempeño en la misión (siendo C el más bajo, siguiéndole el B, A, y S respectivamente).
 También se incorporó un sistema de "Hit Rate", donde se muestra el porcentaje de enemigos y objetos que el jugador ha destruido a lo largo de la misión. Si el jugador destruye a todos los enemigos, se le dará un "Hit Rate" del 100%. Sin embargo, hay ciertos enemigos que no incrementan el "Hit Rate". Este porcentaje determina el rango final. Al final de cada misión, se le resta al jugador -2% por cada vida perdida y -10% por cada crédito utilizado. Si se completa la misión al 100%, se le otorgará un rango S.

Más niveles están disponibles dependiendo de la dificultad y del rango obtenido a lo largo del juego.

### Armas
A diferencia de sus predecesores, se optó por un sistema de armas predeterminado y no mediante "power-ups", siendo sólo tres las armas que se utilizarán a lo largo del juego. Cada arma puede ser cargada para disparar un tiro secundario, lo que hace un total de seis ataques distintos.
- Heavy Machinegun - Es el arma con mayor velocidad y que abarca más distancia. Su disparo secundario es un dispersador radial.
- Flame Whip - Un lanzallamas de corto alcance, pero de gran poder. Puede destruir los proyectiles de ciertos enemigos. Su disparo secundario es un cañón de fuego de alto poder que puede atravesar la mayoría de los obstáculos.
- Driver Mine - Minas que ruedan por la superficie y explotan al contacto. Su disparo secundario son unos misiles dirigibles que persiguen al enemigo más cercano.

### Modalidades de Juego
Contra: Shattered Soldier se caracteriza por su alto grado de dificultad, así lo expresan muchos críticos de páginas especializadas en videojuegos.
El jugador cuenta inicialmente con 2 vidas y 3 créditos en dificultad Normal. El número de vidas puede incrementarse consiguiendo un determinado puntaje. Al igual que en anteriores entregas, si un enemigo o proyectil toca al jugador, éste pierde una vida. Cuando el jugador pierde todas sus vidas requiere de un crédito para continuar. Si el jugador pierde todos sus créditos, el juego termina. 
También se ofrece la posibilidad de jugarlo en modalidad Fácil, dándole al jugador 8 vidas y 99 créditos. Sin embargo, no es posible ver el final del juego en esta modalidad.
El juego ofrece un modo cooperativo para 2 jugadores. Al igual que en los juegos anteriores, si uno de los 2 jugadores pierde todas sus vidas, puede continuar en el juego quitándole una vida a su compañero, siempre y cuando éste tenga al menos una disponible.
Se dispone de opciones extras, de las cuales algunas sólo son desbloqueables terminando el juego en determinada dificultad o con cierto rango. Entre ellas está la modalidad "Entrenamiento" que permite jugar las misiones por separado dándole al jugador 30 vidas por misión.

## Curiosidades
El juego cuenta con algunos elementos que hacen referencia a entregas anteriores:
- El jefe final de la primera misión es una nueva versión del jefe final del primer escenario de Contra III: The Alien Wars.

- El jefe del escenario 5B en Contra: Hard Corps es el jefe de la segunda misión.

- La nave que aparece como subjefe en la tercera misión aparece en el tercer escenario de Contra III: The Alien Wars.

- La primera parte de la tercera misión donde el personaje vuela en un misil es similar a la cuarta misión de Contra III: The Alien Wars.

- En la quinta misión aparece una fortaleza idéntica al primer jefe final de Contra, que también hace aparición en Contra III: The Alien Wars. En esta misma misión también aparece uno de los jefes del nivel 6 de Contra III: The Alien Wars.

- En la primera misión aparecen unos insectos parecidos a los enemigos de Contra III: The Alien Wars. Su forma de atacar es la misma en ambos juegos.

El juego tiene un final oculto donde Bill Rizer tiene un combate con Sparkster, la mascota de Konami, quien al final del combate se estrella contra el generando una explosión. Igualmente en el final oculto de Rocket Knight (accesible a él completando el modo Gold Sparkster), mientras Sparkster está volando por el cielo empiezan a dispararle, luego la cámara baja y se ve que quien le está disparando es Bill Rizer mientras dice Es hora de venganza, lo que sugiere que Bill perdió el combate anterior. Después la pantalla se vuelve negra y aparece la frase Y así, la lucha eterna continúa....
Lucía reaparece en el juego Contra 4 como personaje jugable en un bonus desbloqueable. Es la segunda protagonista femenina de la saga.

## Juegos relacionados
- Contra
- Contra: Hard Corps
- Contra III: The Alien Wars
- Neo Contra
- Contra 4